# Igor Czeriewczenko
Igor Giennadjewicz Czeriewczenko, tadż. Игор Геннадевич Черевченко, Igor Gennadewicz Czerewczenko ros, Игорь Геннадьевич Черевченко (ur. 21 sierpnia 1974 w Duszanbe, Tadżycka SRR) – tadżycki piłkarz, grający na pozycji obrońcy, reprezentant Tadżykistanu. Ma również obywatelstwo rosyjskie.

## Kariera piłkarska

### Kariera klubowa
Syn znanego piłkarza w Tadżykistanie Giennadija Czeriewczenki. W 1992 rozpoczął karierę piłkarską w klubie Pamir Duszanbe. W 1995 wraz z rodziną wyjechał do Rosji, gdzie został piłkarzem klubu Industrija Obnińsk. W 1996 został zaproszony do Lokomotiwu Moskwa, w którym występował przez 6 lat. W 2002 odszedł do Torpeda Moskwa, skąd w drugiej połowie 2002 został wypożyczony do Ałanii Władykaukaz. Tak jak w 2003 roku Torpedo zrezygnował z mistrzostw Rosji oraz z powodu problemów zdrowotnych piłkarz postanowił zakończyć karierę piłkarską.

### Kariera reprezentacyjna
W latach 1993–1994 występował w reprezentacji Tadżykistanu, w której rozegrał 8 meczów.

## Kariera trenerska
Po zakończeniu kariery piłkarskiej rozpoczął pracę trenerską. Najpierw pracował z dziećmi w Szkole Piłkarskiej Lokomotiw Pierowo. Od 2008 pomaga trenować Lokomotiw Moskwa.

## Sukcesy i odznaczenia

### Sukcesy klubowe
- mistrz Tadżykistanu: 1992
- wicemistrz Tadżykistanu: 1993
- wicemistrz Rosji: 1999, 2000, 2001
- brązowy medalista Mistrzostw Rosji: 1998
- zdobywca Pucharu Rosji: 1996, 1997, 2000, 2001

### Sukcesy indywidualne
- wybrany do listy 33 najlepszych piłkarzy roku w Rosji: Nr 2 (1998), Nr 3 (1996)